# Юлово (Ульяновская область)
Юлово — село в составе Труслейского сельского поселения Инзенского района Ульяновской области.

## География

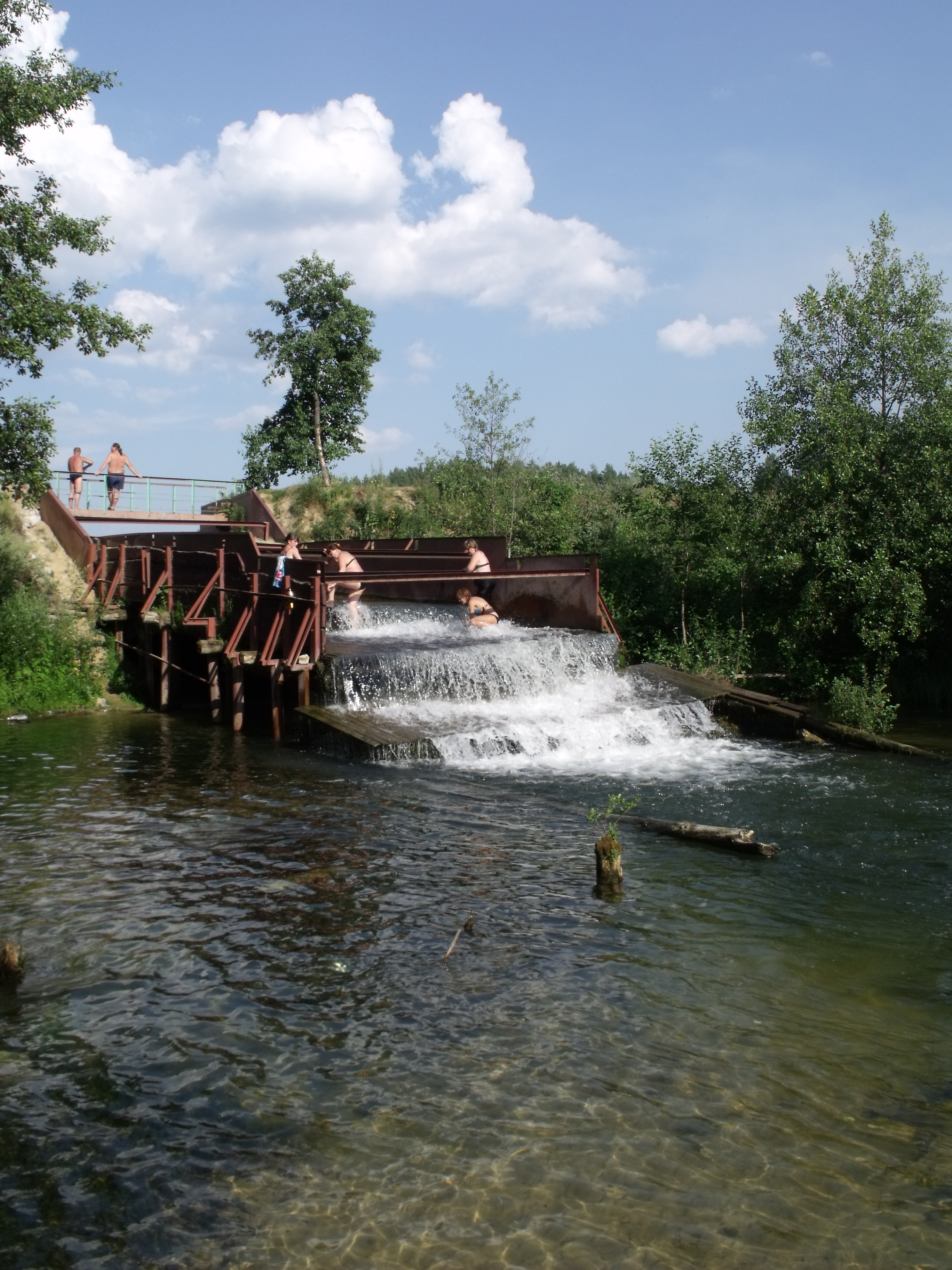
Плотина Юловского пруда

Село находится в 20 км к северо-западу от районного центра Инза. Рядом с Юлово находится Юловский пруд, который образовался после постройки на реке Юловке запруды. В настоящее время Юловский пруд, или озеро, имеет длину до 2 км, ширина доходит до 500 м, общая площадь водоема 65 га. Юловский пруд и реликтовые леса у Юловского пруда признаны памятником природы решением Ульяновского областного Совета от 15 марта 1981 года (Особо охраняемые природные территории Ульяновской области (ООПТ № 003и ООПТ № 092)). Также неподалёку от села Юлово находится и другие памятники природы Ульяновской области — в 2 км к юго-востоку расположено болото Малое (ООПТ № 057), а возле самого села — родник Юловский (ООПТ № 053).

## Флора
В окрестностях села и Юловского пруда встречаются следующие представители растительного мира: тростник обыкновенный (Phragmites australis), рогоз широколистный (Typha latifolia), камыш лесной (Scirpus sylvaticus), сабельник болотный (Comarum palustre), гравилат речной (Geum rivale), лютик ползучий (Ranunculus repens), зюзник европейский (Lucopus europaeus), кипрей болотный (Epilobium palustre), дербенник иволистный (Lythrum salicaria), белокрыльник болотный (Calla palustris), страусник обыкновенный (Matteuccia struthiopteris), кочедыжник женский (Athyrium filix-femina), ольха чёрная (Alnus glutinosa), берёза пушистая (Betula pubescens), щучка дернистая (Deschampsia caespitosa), душистый колосок (Anthoxanthum), вейник сероватый (Calamagrostis canescens), пальчатокоренник пятнистый (Dactylorhiza maculata), гвоздика узкочашечная (Dianthus stenocalyx), купальница европейская (Trollius europaeus), борец северный (Aconitum septentrionale), плаун годичный (Lycopodium annotinum).

## Фауна
Из представителей энтомофауны встречаются следующие виды: коромысло большое (Aeshna grandis), четырёхпятнистая стрекоза (Libellula quadrimaculata), стрекоза жёлтая (Sympetrum flaviolum), лютка зеленоватая (Lestes viridis), плавунец окаймленный (Dytiscus marginatus), поволень серый (Graphodes cinereus), тинник чёрный (Ilybius ater), гладыш светлощитковый (Notonecta litea), водомерка палочковидная (Hydrometra gracilenta), шмель лесной (Bombus silvarum), шмель полевой (Bombus pascuorum), шмель-кукушка (Psithyrus), галикт пятнистый (Halictus maculatus), Halictus eurygnatus, Dasypoda plumipes, оса крабро (Crabro), Snicromyrme rufipes , Tiphia femocata, рыжий лесной муравей (Formica rufa), лептура красная (Leptura rubra), лептура четырёхполосная (Leptura quadrifasciata), странгалия перевязанная (Strangalia bifasciata), дровосек-кожевник (Prionus coriarius), восковик перевязанный (Trichius fasciatus), навозник лесной (Anoplotrupes stercorosus), навозник весенний (Trypocopris vernalis), бронзовка металлическая (Potosia metallica), обыкновенный светляк (Lampyris noctiluca), майка обыкновенная (Meloe proscarabaeus), перламутровка большая лесная (Argynnis paphia), траурница (Nymphalis antiopa), червонец огненный (Lycaena virgaureae), пестрянка жимолостневая (Zygaena lonicerae), шелкопряд непарный (Lymantria dispar), кузнечик серый (Decticus verrucivorum), настоящие щитники (Pentatomidae).

## История
Основано в конце XVII века как слобода служилых людей. После их перевода в другие местности часть земли досталась помещикам.
В 1719 году здесь сельцо Богоявленское поручика (после отставки — майора) Петра Прохоровича Скрябина, 4 двора. Затем снова село государственных крестьян. 
В 1780 году, при создании Симбирского наместничества, село Юлово (Елово), при речке Юлове, вошло в состав Карсунского уезда.
В 1854 году, помещиком Алексеем Петровичем Обуховым, был построен деревянный храм в честь чудотворной иконы Знамения Божией Матери. 
В 1859 году в селе Юлово (Знаменское) есть православная церковь, кулечно-ткацкое заведение.
В 1886 году здесь 135 дворов и около 600 жителей, церковь, школа, 2 кулечно-ткацких заведения.
В XIX веке — входило в состав Троицкой волости Карсунского уезда.
В XVIII—XIX веках крестьяне занимались подсобным промыслом — изготовлением телег и саней на продажу.
26 апреля 1986 года произошла Авария на Чернобыльской АЭС, последствия которой отразились на Труслейском сельском поселении. Решением Правительства РФ № 1074 от 8.10.2015 года «... Ульяновская область 125. Инзенский район Труслейское сельское поселение разъезд Дубенки, с. Юлово».
20.07.2007 г. в акватории озера Юлово 16 команд состязались в трёх классах первого межрегионального фестиваля технических видов спорта.

## Население
В 1780 году — 99 ревизских душ.
На 1859 год — 75 двор, 675 житель.
В 1900 году — 131 двор, 771 житель.
На 1.01.2004 — 327 хозяйств, 639 жителей.
На 14.02.2011 население составляет около 360 жителей.
В селе родился Березин Михаил Егорович — земский статистик, политический деятель, трудовик, депутат Государственной думы II созыва от Саратова

## Социальная сфера
Здравоохранение: в селе расположен детский противотуберкулёзный областной санаторий, а также летний детский оздоровительный лагерь.
Образование: Юловская основная общеобразовательная школа

## Туризм

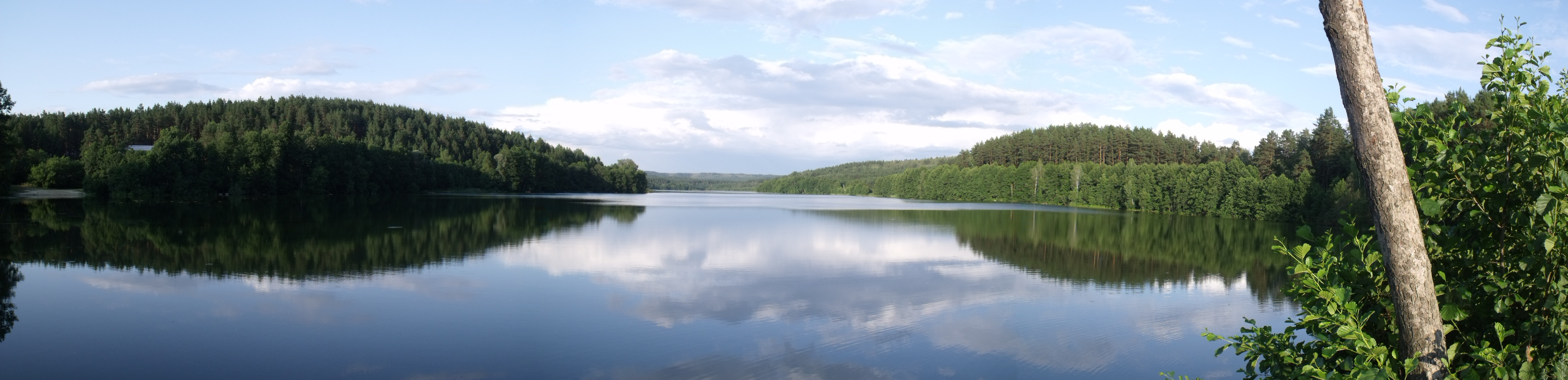
Панорама Юловского пруда

На берегу Юловского пруда расположен детский оздоровительный центр «Юлово» и детский лагерь. Также живописные окрестности населённого пункта привлекают внимание любителей рыбалки и красивой природы.

## Достопримечательности
- Родник «Юловский»[10].
- Реликтовые леса у Юловского пруда[4].

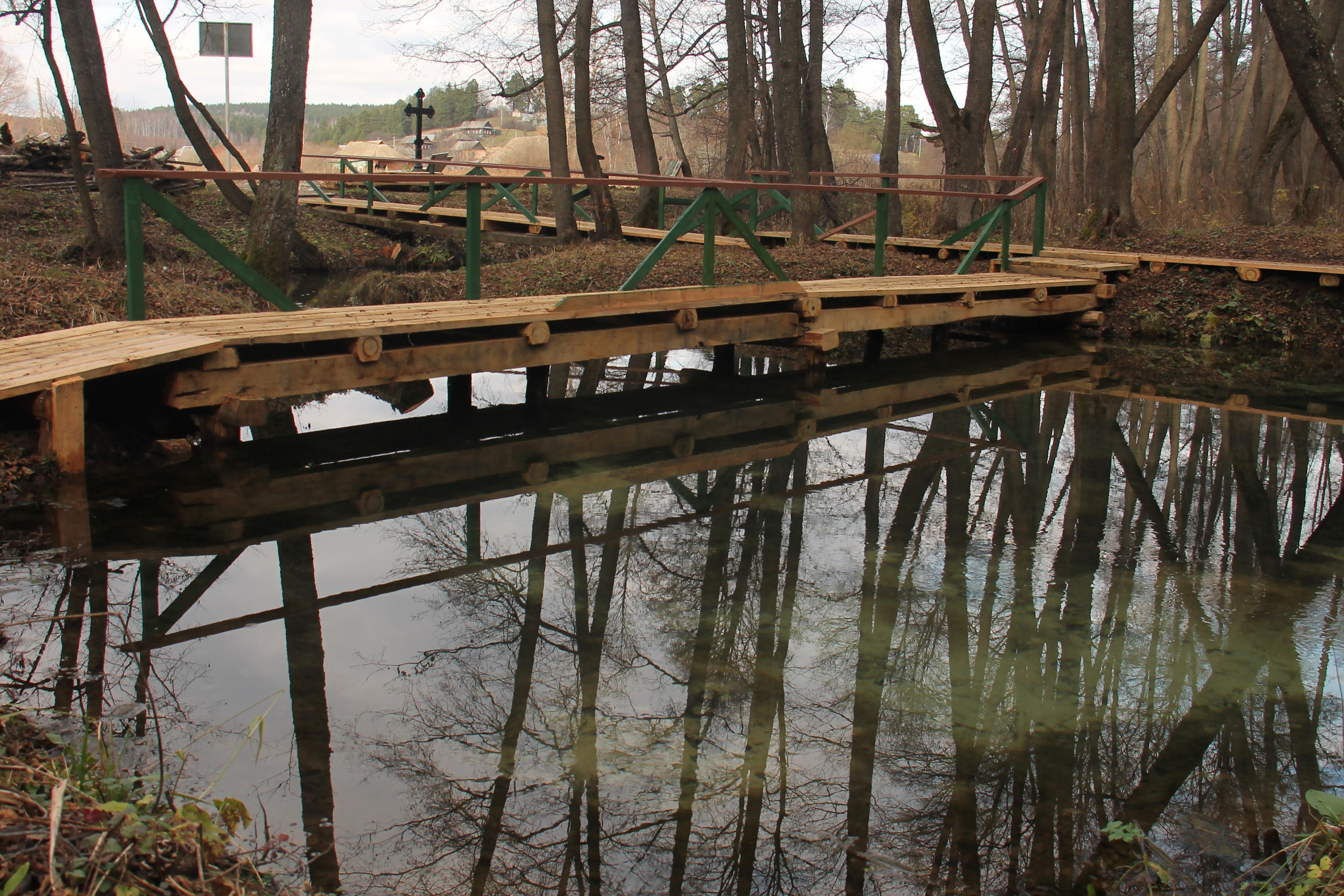
Родник в селе Юлово.
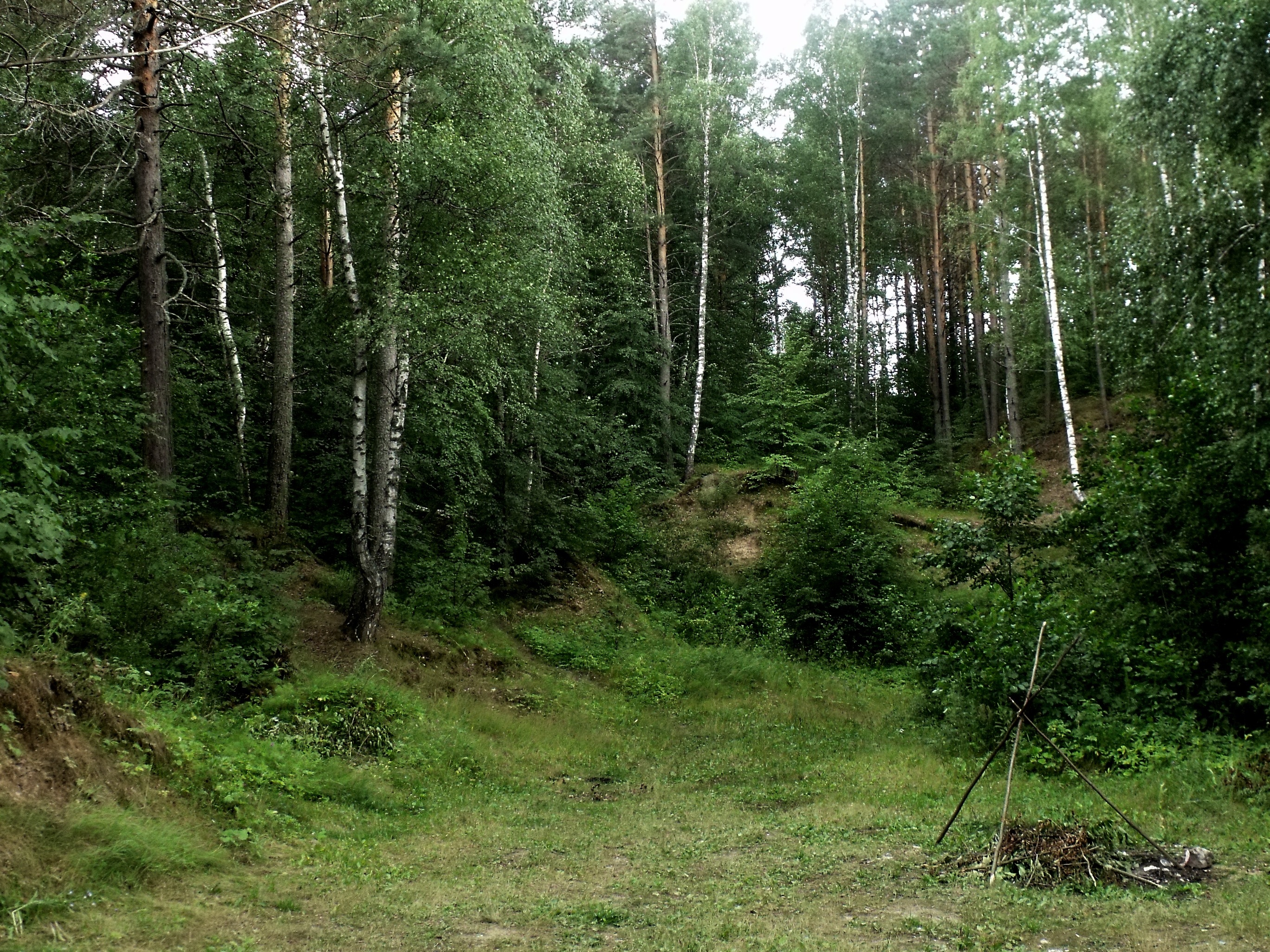
Лес на берегу Юловского пруда.